# 马蒂·马茨松
马蒂·马茨松（芬蘭語：Matti Mattsson，1993年10月5日—），芬兰男子游泳运动员。他曾获得2020年夏季奥林匹克运动会游泳比赛男子200米蛙泳铜牌。

## 生平
2013年，获得世界游泳锦标赛的200米蛙泳铜牌。
2021年，获得2020年夏季奥林匹克运动会游泳比赛男子200米蛙泳铜牌。